# Anton Karl Bolzmann
Anton Karl Bolzmann, auch Anton Karl Boltzmann, (8. Mai 1808 in Wien – 3. August 1851) war ein österreichischer Theaterschauspieler und -regisseur.

## Leben
Bolzmann, dem Wunsch seiner Eltern folgend, studierte nach der Matura zunächst Mathematik. Nebenher brachte ihn die Vorliebe zum Theater in Bekanntschaft mit Schauspielern. Er deklamierte gerne und wurde dabei von Hofschauspieler Siegfried Gotthelf Koch entdeckt. Dieser überredete Bolzmanns Vater, ihn an die Hofburg zu holen. 
Nachdem der Vater eingewilligt hatte, wurde er 1825 nach einem erfolgreichen Probespiel engagiert. Da er dort aber nicht genügend beschäftigt wurde, wechselte er 1828 nach Aachen und dann nach Leipzig bis Ostern 1831. Danach folgte Magdeburg und 1833 erneut Leipzig. 1835 ging er nach Kassel, wo er bis zu seinem Tod, auch als Regisseur, tätig blieb.